# Gaston Vandekerkhove
Gaston Vandekerkhove (Ronse, 10 augustus 1913 - Ronse, 20 maart 1995) was overlevende van de het concentratiekamp van Neuengamme, waarover hij getuigenissen heeft geschreven. Daarnaast schreef hij ook fictie, gedeeltelijk autobiografisch en een getuigenis uit het interbellum. Hij was gehuwd met Agnes Bousson en is de grootvader van de huidige stadssecretaris van Ronse Linda Vandekerkhove.
Hij is de enige Ronsenaar die in "les dossiers secrèts de la Police allemande" wordt vermeld.  Hij was een hevige vrijheidsstrijder, vanuit zijn marxistische ideologie. Hij was lid van het communistische Onafhankelijkheidsfront, een verzetsbeweging die heftig strijd voerde tegen de onderdrukkings- en uitroeiingspolitiek van Nazi-Duitsland.  Vlak voor het einde van de Tweede Wereldoorlog is Gaston Vandekerkhove opgepakt door de SS en via de Dossinkazerne van Mechelen op transport gezet naar concentratiekamp Neuengamme. 
Na zijn terugkeer uit deze onmenselijke hel heeft hij zijn hele leven geijverd opdat de mensen en vooral de jeugd deze verschrikking niet mee zouden moeten maken.  Na de onthullingen in 1953 van de realiteit in de stalinistische USSR, heeft hij zich tot de Belgische Socialistische Partij gewend. Hij is tot aan zijn dood in hart en nieren socialist gebleven en streed voor gelijkheid, vrijheid en vrede voor iedereen. Hij werd ook voorzitter van de plaatselijke BSP-afdeling in Ronse.

## Publicaties
- 20 Ronsenaars in de hel van Neuengamme, (1976)
- L'enfer de Neuengamme, la tragédie de la baie de Neustadt, (1983)
- De schavuiten van den Haeze. Plezier en verdriet van werkmensen in een fabrieksstad tussen twee wereldoorlogen, (1985)
- Lied "Wanneer te Ronse de fabrieken zullen draaien"[4]